# Oliva rubrolabiata
Oliva rubrolabiata is een slakkensoort uit de familie van de Olividae. De wetenschappelijke naam van de soort is voor het eerst geldig gepubliceerd in 1903 door Fischer.